# Lorrainebrücke

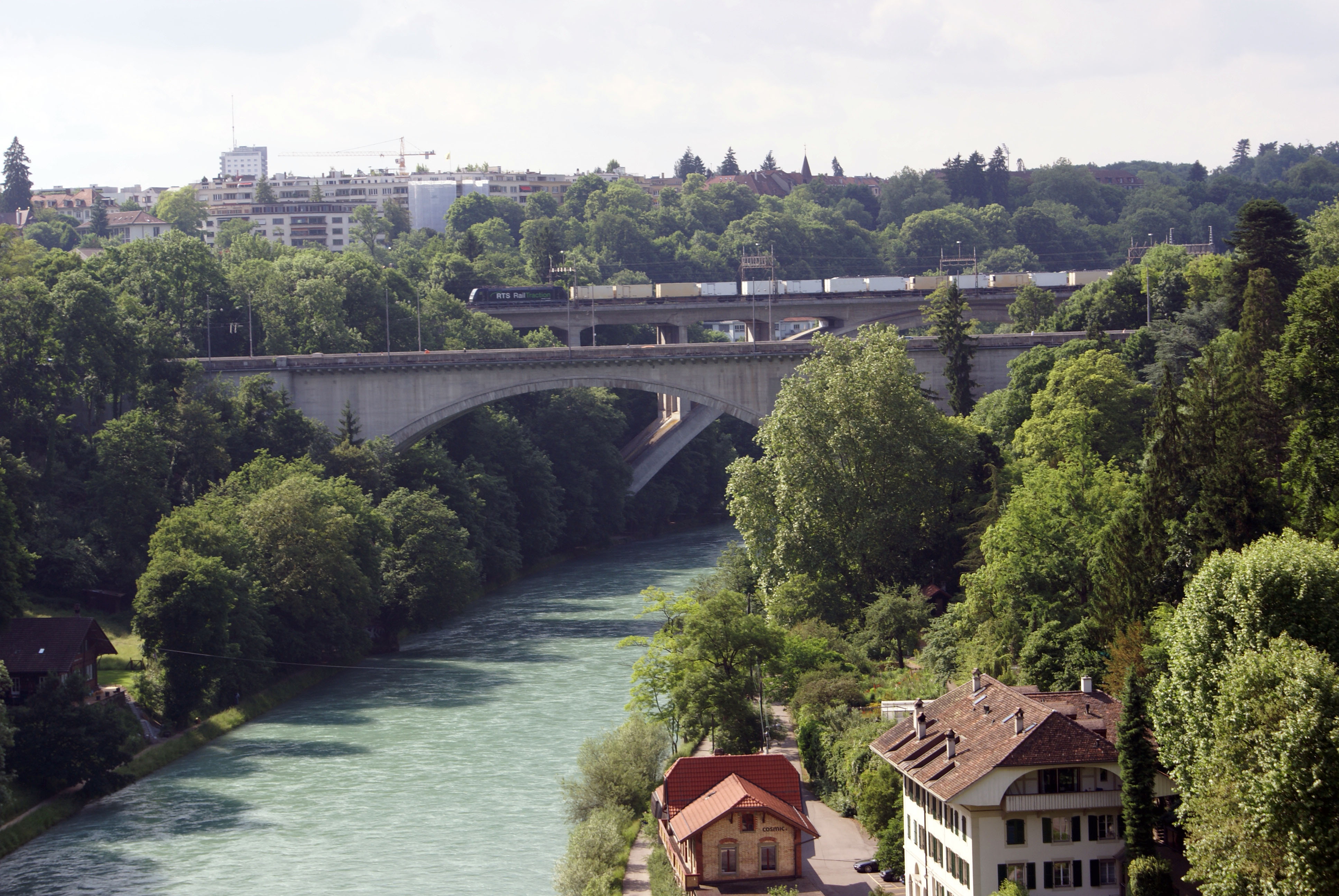
Die Lorrainebrücke in der Bildmitte und das Eisenbahn-Lorraineviadukt im Hintergrund

Die Lorrainebrücke verbindet die Innenstadt von Bern über das Flusstal der Aare mit dem nördlich gelegenen Lorrainequartier. Parallel dazu befindet sich flussabwärts das Eisenbahn-Lorraineviadukt.

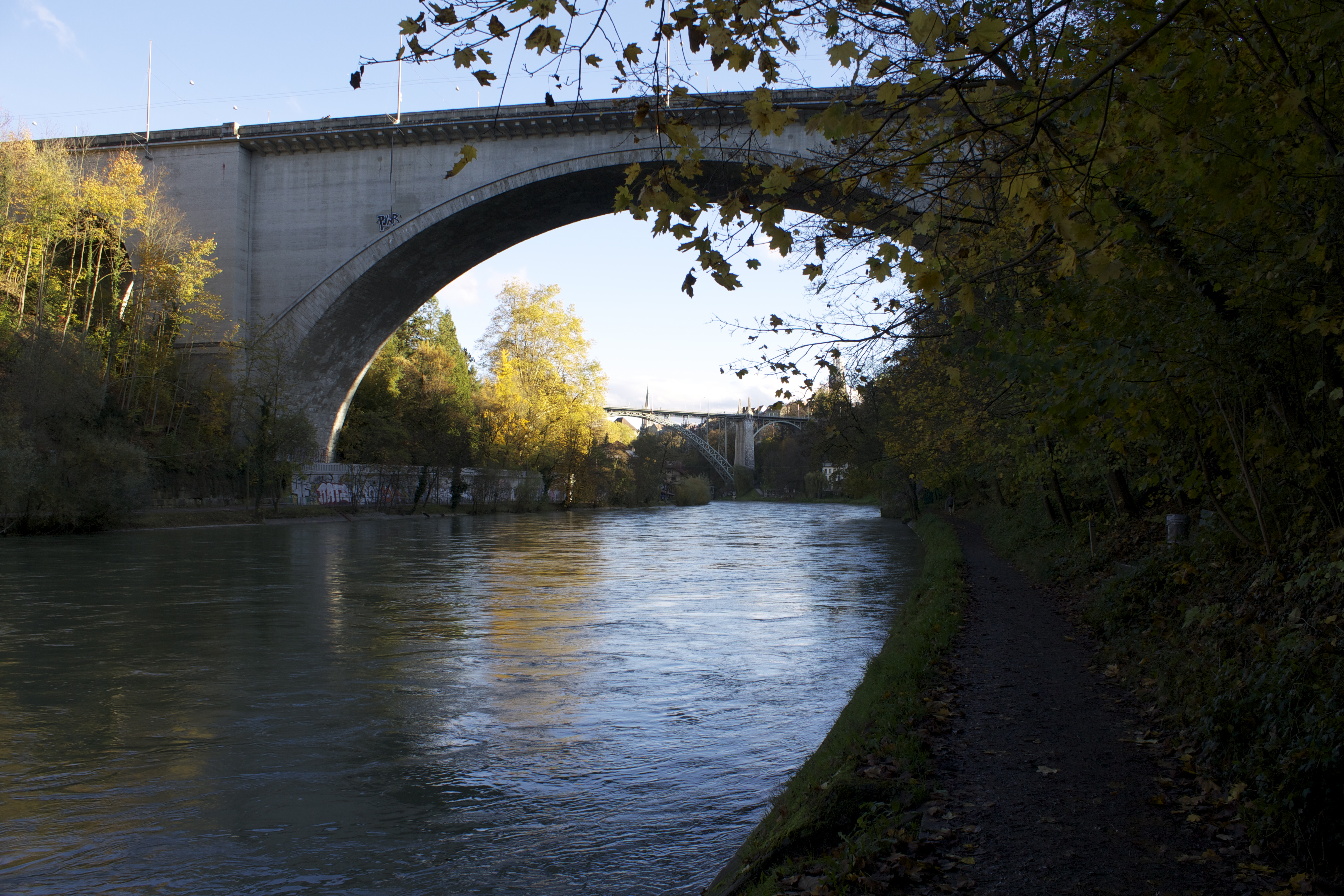
Blick durch die Lorrainebrücke flussaufwärts

## Bau und Ausgestaltung
Die zuerst vierspurige Strassenbrücke wurde in den Jahren zwischen 1928 und 1930 als Ersatz für die Fahrstrasse der Roten Eisenbrücke, deren Fahr- und Fussweg nach der Eröffnung gesperrt wurden, erbaut. Entwurf und Bauleitung waren bei Ingenieur Robert Maillart und Architekt Hans Klauser, die Firma Losinger wurde mit der Ausführung betraut. Der Baubeginn ist auf Februar 1928 datiert. Die Ingenieure Eugen Losinger und Simon Mann betreuten den Bau. Die Lorrainebrücke wurde am 17. Mai 1930 feierlich eröffnet. Die eigentlichen Baukosten beliefen sich auf 2'563'000 Schweizer Franken. 293'000 Schweizer Franken mussten aber noch in die Zufahrt und in sonstige angefallenen Umgebungsarbeiten investiert werden.
Die Lorrainebrücke ähnelt mit ihren verschlossenen Seitenwänden der älteren Nydeggbrücke. Eine Brücke mit offen aufgeständerter Fahrbahn war unerwünscht, da man sie im Stadtbild als unruhig wirkend empfand. Die Bogenbrücke ist 178 m lang, 18 m breit, und die Fahrbahn ist 37,5 m über dem Wasser. Sie besteht aus auf dem Gewölbe stehenden dünnen Längs- und Querwänden aus Stahlbeton, damals noch Eisenbeton genannt, die die Fahrbahnplatte tragen. Zwischen Bogenscheitel und Fahrbahnplatte wurde ausreichend Raum für einen begehbaren Leitungskanal gelassen.

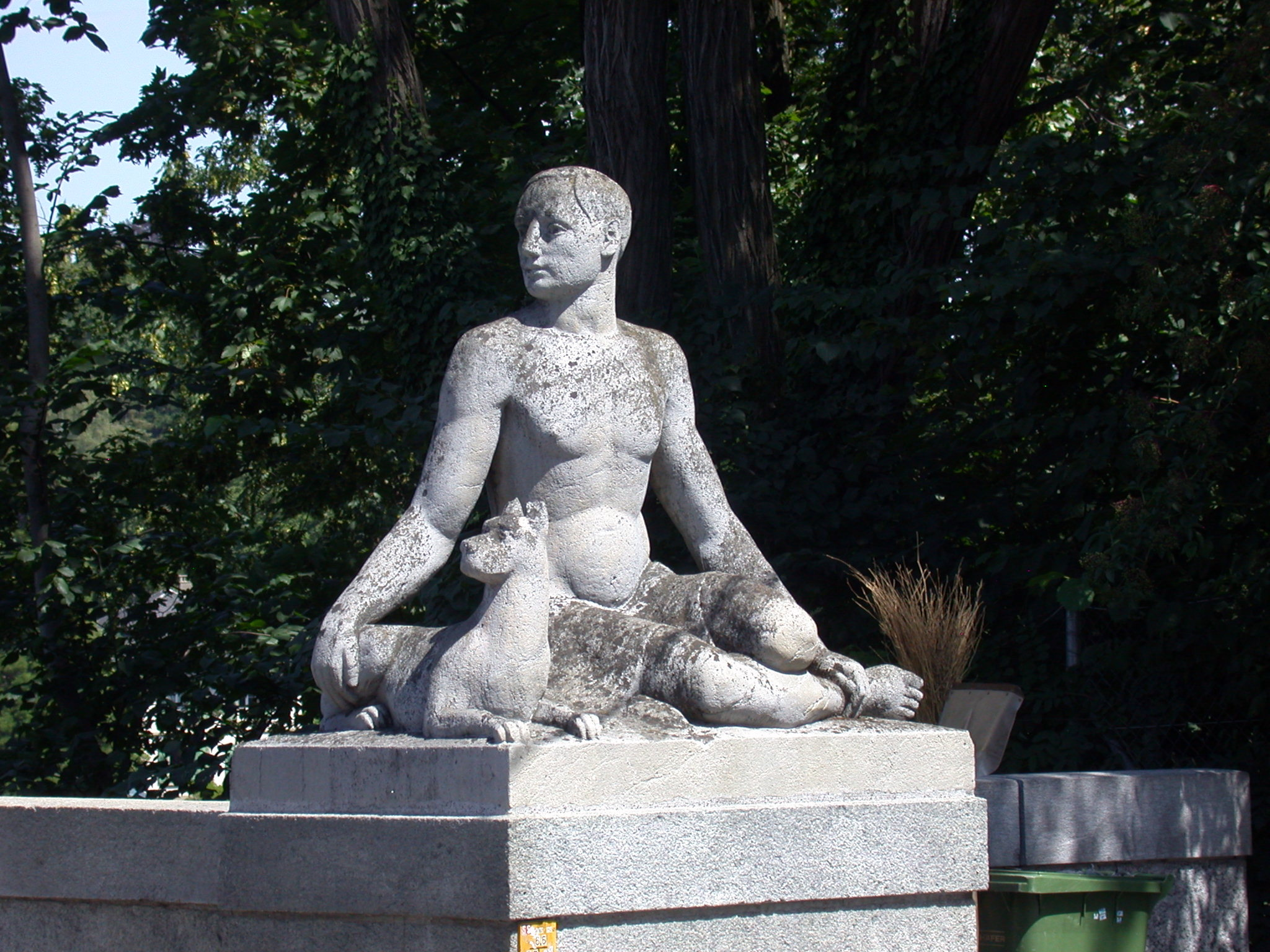
Plastik von Paul Kunz am südlichen Brückenkopf

Der ellipsenförmige Hauptbogen mit 82,0 m lichter Weite und einem Stich von 31,0 m wurde nach dem Entwurf von Robert Maillart aus unbewehrten Betonkästen gebaut. Sie wurden neben der Brücke vorgefertigt und anschliessend paarweise mit einem Kabelkran an ihren Platz auf dem Lehrgerüst gehoben. Zunächst wurde nur eine Reihe in der Mitte des Lehrgerüsts verlegt, die sich dann selbst tragen und das Lehrgerüst dementsprechend entlasten konnte. Die Blöcke bildeten dabei eine Verzahnung, in die die nächste Reihe Blöcke wie bei einem Reissverschluss eingreifen konnten. Nur da, wo das Gewölbe eine grössere Stärke erreicht, sind die Blöcke mit Beton gefüllt.
Die Aussenwände wurden mit einem Verfahren aufgeraut, das man heute als Waschbeton bezeichnen würde. Die Fahrbahn bestand ursprünglich aus einem schwach bewehrten Beton, der mit einem kleinen Strassenfertiger eingebracht wurde. Lediglich die Gehwegplatten und die Brüstungen wurden aus Naturstein hergestellt.
An der Brücke wurden Nistgelegenheiten für Alpenmauersegler eingerichtet.
Am südlichen Brückenkopf stehen zwei vom Künstler Paul Kunz entworfene Plastiken aus Muschelkalk.
Ende der 1940er Jahre kam es infolge eines Pfeilerbruches zu einem zwanzig Meter langen und sieben Meter breiten Einbruch der Strasse und des Trottoirs. Vier Pfeiler knickten ein, und ein fünfter blieb schief stehen. Auslöser waren Bauarbeiten an einem neuen Gewächshaus im Botanischen Garten, das sich direkt unterhalb der Lorrainebrücke befindet. Die Pfeilerfundamente wurden aufgrund von Aushubarbeiten nahezu unterhöhlt.

## Aktuelles Verkehrsregime

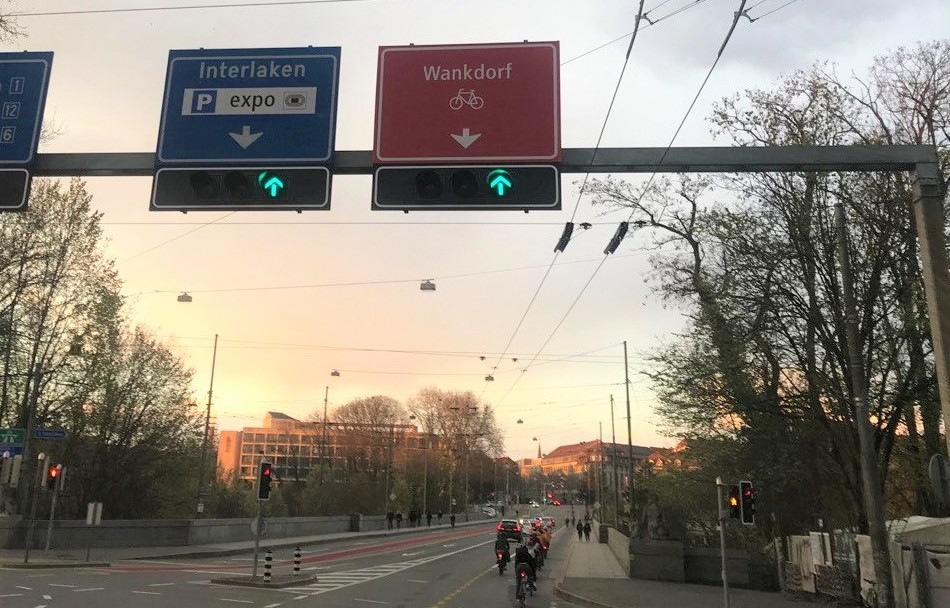
Velohauptroute Bern-Wankdorf auf der Lorrainebrücke, 2021

Die Lorrainebrücke ist seit 2016 Teil der Velohauptroute vom Bahnhof Bern bis ins Wankdorf. Im April 2021 wurde der Velostreifen stadtauswärts auf der gesamten Brückenlänge auf 3 Meter verbreitert und mit Pfosten baulich abgegrenzt, dazu wurde eine Autospur aufgehoben. Zudem soll gemäss aktueller Verkehrsplanung die erlaubte Höchstgeschwindigkeit zwischen der Lorrainestrasse und dem Hirschengraben auf 30 km/h reduziert werden.
Zuzeit sind auf der Brücke fünf Fahrspuren vorhanden, zwei davon reserviert für Velos. Drei Spuren führen stadteinwärts, zwei Spuren stadtauswärts.